# Sindaci di Monza
Di seguito l'elenco cronologico dei sindaci di Monza e delle altre figure apicali equivalenti che si sono succedute nel corso della storia.

## Comune, Signoria e Ducato di Milano (1200-1796)
| Periodo | Periodo | Primo cittadino                 | Partito | Carica             | Note |
| ------- | ------- | ------------------------------- | ------- | ------------------ | ---- |
| 1200    |         | Amizone di Monza                |         | Giudice            | -    |
| 1224    |         | Taddeo da Villa                 |         | Podestà            | -    |
| 1230    |         | Alberto da Monza                |         | Podestà e Rettore  | -    |
| 1237    |         | Arderico da Monza               |         | Podestà            | -    |
| 1240    |         | Apollonio da Monza              |         | Podestà            | -    |
| 1247    |         | Da... ...Bono                   |         | Podestà            | -    |
| 1250    |         | Bologna di Agliate              |         | Podestà            | -    |
| 1251    |         | Panizza Predalone               |         | Podestà            | -    |
| 1255    |         | Magatto Marcellino              |         | Podestà            | -    |
| 1255    |         | Ardizzone da Visso              |         | Podestà            | -    |
| 1256    |         | Ruggero da Montebretto          |         | Podestà            | -    |
| 1256    |         | Pietro di Agliate               |         | Podestà            | -    |
| 1269    |         | Napoleone della Torre           |         | Podestà            | -    |
| 1291    | 1293    | Pietro Visconti                 |         | Podestà            | -    |
| 1308    |         | Zonfredino della Torre          |         | Podestà            | -    |
| 1313    |         | Branchino Brusamantite          |         | Podestà            | -    |
| 1315    |         | Beccario de' Beccaria           |         | Vicario            | -    |
| 1315    |         | Marco Visconte                  |         | Podestà            | -    |
| 1322    |         | Lodrisio Visconti               |         | Podestà            | -    |
| 1324    | 1327    | Trinchedo Scarile               |         | Podestà            | -    |
| 1325    | 1328    | Federico degli Archidiaconi     |         | Vicario            | -    |
| 1328    |         | Melchiorre dei Martelli         |         | Vicario            | -    |
| 1328    | 1329    | Albertino da Pozzo              |         | Vicario            | -    |
| 1328    | 1329    | Bassano Crivello                |         | Podestà            | -    |
| 1329    |         | Franzio da Lugano               |         | Podestà            | -    |
| 1334    | 1336    | Martino Aliprandi               |         | Capitano e Podestà | -    |
| 1347    |         | Niccolino dei Sacchi            |         | Vicario            | -    |
| 1349    |         | Bravolino dei Bremmi            |         | Vicario            | -    |
| 1350    | 1352    | Giovanni dei Landolfi           |         | Vicario            | -    |
| 1353    | 1355    | Marchese da Melletulo           |         | Vicario            | -    |
| 1356    | 1357    | Giovanni dei Landolfi           |         | Vicario            | -    |
| 1358    | 1360    | Benedetto dei Malvezzi          |         | Vicario            | -    |
| 1361    | 1363    | Pinotto dei Pinotti             |         | Vicario            | -    |
| 1364    | 1366    | Giovanni dei Pellizzarj         |         | Vicario            | -    |
| 1364    | 1366    | Domenico degli Ottobelli        |         | Vicario            | -    |
| 1367    | 1368    | Girardino degli Ugo Rossi       |         | Vicario            | -    |
| 1368    |         | Benedetto dei Malvezzi          |         | Vicario            | -    |
| 1369    | 1371    | Francesco della Rocca           |         | Vicario            | -    |
| 1372    | 1374    | Guido dei Cambiati              |         | Vicario            | -    |
| 1375    | 1377    | Pietro da Bulgaro               |         | Vicario            | -    |
| 1375    | 1377    | Giovanni da Vistarino           |         | Capitano           | -    |
| 1378    |         | Antonio de' Gumazj              |         | Capitano           | -    |
| 1378    | 1382    | Niccolino Plantavini            |         | Vicario            | -    |
| 1385    |         | Giovanni Francesco da Magano    |         | Capitano           | -    |
| 1379    | 1386    | Giovanni da Vistarino           |         | Capitano           | -    |
| 1386    |         | Giovanni della Pusterla         |         | Castellano         | -    |
| 1387    | 1389    | Giovanni dei Landolfi           |         | Vicario            | -    |
| 1390    | 1391    | Ambrogio del Mayno              |         | Capitano           | -    |
| 1392    | 1393    | Adamo dal Pozzo                 |         | Podestà            | -    |
| 1394    | 1395    | Leonardo conte de' Panico       |         | Capitano           | -    |
| 1396    | 1397    | Marino dei Finetti              |         | Sindaco            | -    |
| 1398    | 1399    | Cristoforo Chillino             |         | Sindaco            | -    |
|         | 1406    | Sozino dei Vistarini            |         | Sindaco            | -    |
|         | 1407    | Francesco Visconti              |         | Governatore        | -    |
| 1408    | 1415    | Gentile Visconti                |         | Castellano         | -    |
|         | 1416    | Tebaldo Cerati                  |         | Sindaco            | -    |
| 1416    | 1421    | Antonio degli Inviziati         |         | Sindaco            | -    |
|         | 1421    | Enrico da Terzago               |         | Sindaco            | -    |
| 1427    | 1436    | Jacopo Da Castiglione           |         | Sindaco            | -    |
|         | 1437    | Jacopino Da Cortesella          |         | Sindaco            | -    |
|         | 1437    | Antonio da Landriano            |         | Castellano         | -    |
| 1437    | 1445    | Luigi da Landriano              |         | Castellano         | -    |
| 1446    | 1448    | Rossino dei Priori              |         | Capitano           | -    |
| 1449    | 1450    | Lanzalotto dei Beagni           |         | Sindaco            | -    |
|         |         | Antonio Simonetta               |         | Castellano         | -    |
| 1454    | 1455    | Pietro Paolo della Strata       |         | Capitano           | -    |
|         | 1455    | Rossino dei Priori              |         | Sindaco            | -    |
|         | 1459    | Giovanni da Casagnolo           |         | Capitano           | -    |
| 1463    | 1464    | Giovanni Zeno                   |         | Sindaco            | -    |
|         | 1467    | Giovanni da Vergiate            |         | Sindaco            | -    |
|         | 1476    | Scipione da Marliano            |         | Sindaco            | -    |
|         | 1479    | Erasmo degli Scolari            |         | Sindaco            | -    |
| 1482    | 1484    | Maffiolo Visconti               |         | Sindaco            | -    |
|         | 1499    | Niccolò Palazzi                 |         | Sindaco            | -    |
| 1500    | 1501    | Galeazzo Stanco                 |         | Sindaco            | -    |
| 1502    | 1503    | Della Porta                     |         | Castellano         | -    |
| 1503    | 1506    | Filippo Cusano                  |         | Capitano           | -    |
| 1507    | 1508    | Gaspare De' Vegj                |         | Capitano           | -    |
|         | 1509    | Matteo Carcano                  |         | Capitano           | -    |
| 1509    | 1510    | Maffiolo Visconti               |         | Juniore            | -    |
|         | 1510    | Alessandro degli Schiffi        |         | Sindaco            | -    |
| 1512    | 1513    | Niccolò Strabone                |         | Sindaco            | -    |
|         | 1514    | Lodovico Borromeo               |         | Castellano         | -    |
|         | 1515    | Jacopo da Ronco                 |         | Capitano           | -    |
|         | 1515    | Giovanni da Campanea            |         | Castellano         | -    |
| 1516    | 1517    | Giovanni Antonio Balbo          |         | Capitano           | -    |
| 1518    | 1519    | Bernardo De' Capitani d'Arzago  |         | Capitano           | -    |
|         | 1520    | Girolamo degli Stoppi           |         | Capitano           | -    |
|         | 1520    | N. Degli Origoni                |         | Capitano           | -    |
|         | 1520    | Vianor                          |         | Capitano           | -    |
| 1520    | 1521    | Giovanni Angelo da Casate       |         | Capitano           | -    |
|         | 1521    | Francesco de' Pleni             |         | Capitano           | -    |
|         | 1522    | Indrino                         |         | Castellano         | -    |
| 1522    | 1524    | Antonio Tressino                |         | Castellano         | -    |
| 1525    | 1526    | Sigismondo degli Osj            |         | Capitano           | -    |
| 1526    | 1528    | Bartolomeo Rabia                |         | Castellano         | -    |
| 1528    | 1529    | Francesco Carazolo              |         | Castellano         | -    |
| 1529    | 1530    | Lodovico di Barbiano            |         | Governatore        | -    |
|         | 1530    | Jacopo Capredone                |         | Castellano         | -    |
| 1531    | 1534    | Bartolomeo Rabia                |         | Capitano           | -    |
| 1534    | 1535    | Giovanni de' Sarria             |         | Capitano           | -    |
| 1536    | 1539    | Francesco Porro                 |         | Capitano           | -    |
| 1540    | 1541    | Ottaviano de' Colli             |         | Capitano           | -    |
| 1542    | 1543    | Giovanni de' Sarria             |         | Capitano           | -    |
|         | 1544    | Giovanni Battista Buzio         |         | Capitano           | -    |
| 1546    | 1547    | Giovanni Stefano Corbetta       |         | Capitano           | -    |
|         | 1547    | Giorgio dei Seregni d'Angera    |         | Governatore        | -    |
| 1548    | 1549    | Francesco Reveslato             |         | Capitano           | -    |
|         | 1549    | Francesco Maria Apostolo        |         | Capitano           | -    |
| 1550    | 1551    | Giovanni Antonio Bazetta        |         | Capitano           | -    |
| 1552    | 1553    | Giovanni de Rueda               |         | Capitano           | -    |
| 1554    | 1555    | Jacopo Antonio Negri            |         | Capitano           | -    |
| 1556    | 1557    | Cesare Frotta                   |         | Capitano           | -    |
| 1558    | 1559    | Giovanni da Lignano             |         | Capitano           | -    |
| 1560    | 1561    | Vincenzo Gambelli               |         | Capitano           | -    |
| 1562    | 1563    | Benedetto da Somma              |         | Capitano           | -    |
|         | 1566    | Giuseppe Zeccone                |         | Capitano           | -    |
|         | 1572    | Raffaele De' Spuselli           |         | Capitano           | -    |
| 1572    | 1573    | Raimondo Marliano               |         | Capitano           | -    |
|         | 1574    | Cristoforo Maldonato            |         | Capitano           | -    |
| 1574    | 1575    | Desiderio Marzagora             |         | Capitano           | -    |
|         | 1576    | Federico Gallarano              |         | Capitano           | -    |
|         | 1577    | Girolamo Castano                |         | Capitano           | -    |
| 1578    | 1579    | Raffaele De' Spuselli           |         | Capitano           | -    |
| 1580    | 1581    | Alessandro Banfo                |         | Capitano           | -    |
| 1582    | 1583    | Giovanni Battista Boscano       |         | Capitano           | -    |
| 1584    | 1585    | Marco Aurelio Piantanida        |         | Capitano           | -    |
| 1586    | 1587    | Camillo Marzagora               |         | Capitano           | -    |
| 1588    | 1589    | Jacopo Ghilino                  |         | Capitano           | -    |
|         | 1590    | Francesco Bernardino Porro      |         | Capitano           | -    |
| 1590    | 1591    | Jacopo Villatorada              |         | Capitano           | -    |
| 1592    | 1593    | Ottavio Rusca                   |         | Capitano           | -    |
|         | 1594    | Francesco Ronicio de Minanda    |         | Capitano           | -    |
|         | 1594    | Francesco De Gionizj            |         | Capitano           | -    |
| 1594    | 1596    | Paolo Emilio Marcobruno         |         | Capitano           | -    |
| 1597    | 1598    | Ascanio Gallarati               |         | Capitano           | -    |
|         | 1600    | Monaco Pirovano                 |         | Capitano           | -    |
| 1610    | 1611    | Pietro Paolo Apiano             |         | Capitano           | -    |
| 1612    | 1613    | Donato Casati                   |         | Capitano           | -    |
| 1616    | 1617    | Cristoforo Doniveno             |         | Capitano           | -    |
| 1618    | 1619    | Annibale Scala                  |         | Capitano           | -    |
| 1620    | 1621    | Girolamo Visconte               |         | Capitano           | -    |
| 1624    | 1625    | Francesco Negroli               |         | Capitano           | -    |
|         | 1628    | Confalonieri                    |         | Capitano           | -    |
| 1629    | 1630    | Scipione Canfora                |         | Capitano           | -    |
| 1631    | 1632    | Beniolo                         |         | Capitano           | -    |
| 1632    | 1633    | Jacopo Antonio Guaita           |         | Capitano           | -    |
| 1634    | 1635    | Teodoro Perabò                  |         | Capitano           | -    |
| 1636    | 1637    | Francesco Taverna               |         | Capitano           | -    |
| 1638    | 1639    | Bartolomeo Pallavicini          |         | Capitano           | -    |
|         | 1639    | Carlo Senago                    |         | Capitano           | -    |
| 1640    | 1641    | Paolo Camillo Quinterio         |         | Capitano           | -    |
| 1642    | 1643    | Giovanni Quinterio              |         | Capitano           | -    |
|         | 1644    | Jacopo De' Colli                |         | Capitano           | -    |
| 1645    | 1646    | Lorenzo Grillo                  |         | Capitano           | -    |
| 1646    | 1647    | Filippo Grillo                  |         | Capitano           | -    |
| 1650    | 1651    | Mainardo Trusso                 |         | Capitano           | -    |
| 1653    | 1654    | Bernardino Vimercati            |         | Capitano           | -    |
| 1655    | 1656    | Marco Antonio Spagliardi        |         | Capitano           | -    |
| 1657    | 1658    | N.Perotti                       |         | Capitano           | -    |
| 1658    | 1661    | Giulio Cesare Croce             |         | Capitano           | -    |
|         | 1661    | Giuseppe Grassi Marliani        |         | Capitano           | -    |
|         | 1662    | Giulio Cesare Croce             |         | Capitano           | -    |
| 1662    | 1663    | Marco Pesenti                   |         | Capitano           | -    |
| 1664    | 1665    | Jacopo Antonio De' Colli        |         | Capitano           | -    |
| 1670    | 1671    | Gaspare Giuseppe Annibaldo      |         | Capitano           | -    |
| 1672    | 1673    | Enrico Aularo                   |         | Capitano           | -    |
| 1674    | 1677    | Emilio Odescalco                |         | Capitano           | -    |
| 1678    | 1681    | Cesare Locatelli                |         | Capitano           | -    |
| 1682    | 1683    | Gaspare Giuseppe Annibaldo      |         | Capitano           | -    |
|         | 1684    | Ortensio Rusca                  |         | Capitano           | -    |
| 1684    | 1685    | Girolamo Rusca                  |         | Capitano           | -    |
| 1686    | 1687    | Giovanni Antonio della Berretta |         | Capitano           | -    |
| 1688    | 1689    | Ottavio Magnetti                |         | Capitano           | -    |
| 1690    | 1691    | Cesare Locatelli                |         | Capitano           | -    |
| 1692    | 1693    | Ottavio Magnetti                |         | Capitano           | -    |
| 1694    | 1695    | Francesco Botta                 |         | Capitano           | -    |
| 1696    | 1697    | Giuseppe Alberganti             |         | Capitano           | -    |
| 1698    | 1699    | Giovanni Stefano Bosca          |         | Capitano           | -    |
| 1700    | 1701    | Giuseppe Alberganti             |         | Capitano           | -    |
| 1702    | 1703    | Pietro Francesco Baldini        |         | Capitano           | -    |
| 1703    | 1704    | Francesco Pozzi                 |         | Capitano           | -    |
| 1704    | 1705    | Giuseppe Agostino Casanova      |         | Capitano           | -    |
| 1706    | 1709    | Gaetano Stampa                  |         | Capitano           | -    |
| 1710    | 1711    | Alfonso Visconti                |         | Capitano           | -    |
| 1712    | 1713    | Jacopo Antonio Gazzari          |         | Capitano           | -    |
| 1714    | 1715    | Maurizio Finale                 |         | Capitano           | -    |
| 1716    | 1717    | Francesco Tartari               |         | Capitano           | -    |
| 1718    | 1719    | Carlo Antonio Niviani           |         | Capitano           | -    |
| 1720    | 1723    | Carlo Giuseppe Gira             |         | Capitano           | -    |
| 1724    | 1725    | Andrea Foppa                    |         | Capitano           | -    |
| 1726    | 1727    | Carlo Giuseppe Gira             |         | Capitano           | -    |
| 1728    | 1729    | Giulio Cesare Bersani Croce     |         | Capitano           | -    |
| 1730    | 1731    | Carlo Girolamo Sormani          |         | Capitano           | -    |
| 1732    | 1733    | Filippo Pila                    |         | Capitano           | -    |
| 1734    | 1739    | Carlo Girolamo Sormani          |         | Capitano           | -    |
| 1740    | 1741    | Giovanni Battista Morone        |         | Capitano           | -    |
| 1742    | 1743    | Pietro Antonio Caldara          |         | Capitano           | -    |
| 1744    | 1745    | Domenico Sinistrario            |         | Capitano           | -    |
| 1746    | 1749    | Jacopo Maria Vacano             |         | Capitano           | -    |
| 1750    | 1752    | Carlo Girolamo Sormani          |         | Capitano           | -    |
| 1753    | 1760    | Jacopo Maria Vacano             |         | Capitano           | -    |
| 1761    | 1762    | Carlo Girolamo Sormani          |         | Capitano           | -    |
| 1762    | 1763    | Carlo Francesco Sormani         |         | Capitano           | -    |
| 1764    | 1766    | Carlo Rossone dei Vitali        |         | Capitano           | -    |
| 1767    | 1769    | Fedele Alfieri                  |         | Capitano           | -    |
| 1770    | 1773    | Carlo Francesco Sormani         |         | Capitano           | -    |
| 1774    | 1776    | Giovanni Battista Cetti         |         | Capitano           | -    |
| 1777    | 1782    | David Piazzoni                  |         | Capitano           | -    |
| 1783    | 1785    | Giovanni Battista di Herra      |         | Capitano           | -    |
| 1786    | 1788    | Bernardo Marinone               |         | Capitano           | -    |
| 1789    | 1794    | Sigismondo Bondoni              |         | Capitano           | -    |
| 1794    | 1796    | Carlo Bonfanti                  |         | Capitano           | -    |

## Repubbliche sorelle/Regno d'Italia (1796-1815)
| Periodo | Periodo | Primo cittadino            | Partito | Carica  | Note |
| ------- | ------- | -------------------------- | ------- | ------- | ---- |
| 1796    |         | Giuseppe Sartirana         |         | Pretore | -    |
| 1796    |         | Pietro Calcaprina          |         | Pretore | -    |
| 1798    |         | Enrico Besozzi             |         | Pretore | -    |
| 1800    |         | Ignazio Cerri              |         | Pretore | -    |
| 1800    |         | Carlo Cattaneo             |         | Pretore | -    |
| 1803    |         | Giovanni Mari              |         | Pretore | -    |
| 1804    |         | Luigi Colombo              |         | Pretore | -    |
| 1807    |         | Paolo Lavelli De' Capitani |         | Giudice | -    |
| 1808    |         | Antonio Varese di Rosate   |         | Giudice | -    |
| 1813    |         | Luigi Rolla                |         | Giudice | -    |

## Regno Lombardo-Veneto (1815-1860)
| Periodo | Periodo | Primo cittadino            | Partito | Carica  | Note |
| ------- | ------- | -------------------------- | ------- | ------- | ---- |
| 1815    | 1823    | Paolo Mantegazza           |         | Podestà | -    |
| 1823    | 1827    | Pietro Bellani             |         | Podestà | -    |
| 1827    | 1828    | Paolo Porchera             |         | Podestà | -    |
| 1828    | 1829    | Giosuè Brambilla Carminati |         | Podestà | -    |
| 1829    | 1839    | Bartolomeo Benaglia        |         | Podestà | -    |
| 1839    | ?       | Paolo Mantegazza           |         | Podestà | -    |
| 1859    | 1859    | Luigi Villa                |         | Podestà | -    |

## Regno d'Italia (1861-1946)
| Periodo | Periodo | Primo cittadino           | Partito | Carica                  | Note |
| ------- | ------- | ------------------------- | ------- | ----------------------- | ---- |
| 1860    | 1864    | Bartolomeo Benaglia       |         | Sindaco                 | -    |
| 1864    | 1871    | Giovanni Uboldi De' Capei |         | Sindaco                 | -    |
| 1871    | 1875    | Giacomo Porchera          |         | Sindaco                 | -    |
| 1875    | 1881    | Giuseppe Ferrario         |         | Sindaco                 | -    |
| 1881    | 1884    | Leopoldo Carera           |         | Sindaco                 | -    |
| 1884    | 1892    | Giuseppe Angelo Bergomi   |         | Sindaco                 | -    |
| 1892    | 1895    | Enea Corbetta             |         | Sindaco                 | -    |
| 1895    | 1896    | Edoardo Trabattoni        |         | Sindaco                 | -    |
| 1896    | 1899    | Antonio Sayno             |         | Sindaco                 | -    |
| 1899    | 1902    | Enea Corbetta             |         | Sindaco                 | -    |
| 1902    | 1904    | Giacomo Guidoni           | PRI     | Sindaco                 | -    |
| 1904    | 1906    | Rodolfo Paleari           |         | Sindaco                 | -    |
| 1906    | 1909    | Giovita Mazzola           |         | Sindaco                 | -    |
| 1910    | 1912    | Giulio Sironi             |         | Sindaco                 | -    |
| 1912    | 1913    | Luigi Osculati            |         | Sindaco                 | -    |
| 1913    | 1914    | Giuseppe Tagliabue        |         | Sindaco                 | -    |
| 1914    | 1917    | Ezio Riboldi              | PSI     | Sindaco                 | -    |
| 1920    | 1922    | Enrico Farè               | PSI     | Sindaco                 | -    |
| 1922    |         | Giacomo Gianoglio         |         | Sindaco                 | -    |
| 1922    | 1923    | Oreste Scamoni            |         | Commissario Prefettizio | -    |
| 1923    |         | Antonio Mascheroni        | PPI     | Sindaco                 | -    |
| 1923    | 1926    | comm. Vittorio Ferrero    |         | Commissario Prefettizio | -    |
| 1926    | 1932    | Cesare Vigoni             | PNF     | Podestà                 | -    |
| 1932    | 1943    | Ulisse Cattaneo           | PNF     | Podestà                 | -    |
| 1943    | 1944    | Giulio Carera             | PFR     | Podestà                 | -    |
| 1944    | 1945    | Angelantonio Bianchi      | PFR     | Podestà                 | -    |
| 1945    |         | Enrico Farè               | PSI     | Sindaco                 | -    |
| 1945    | 1946    | Giuseppe Citterio         | PSI     | Sindaco                 | -    |

## Repubblica Italiana (dal 1946)
| Sindaci eletti dal Consiglio comunale (1946-1997)    | Sindaci eletti dal Consiglio comunale (1946-1997) | Sindaci eletti dal Consiglio comunale (1946-1997) | Sindaci eletti dal Consiglio comunale (1946-1997) | Sindaci eletti dal Consiglio comunale (1946-1997) | Sindaci eletti dal Consiglio comunale (1946-1997) | Sindaci eletti dal Consiglio comunale (1946-1997) | Sindaci eletti dal Consiglio comunale (1946-1997) | Sindaci eletti dal Consiglio comunale (1946-1997) |
| Nominativo                                           | Nominativo                                        | Partito                                           | Partito                                           | Partito                                           | Partito                                           | Mandato                                           | Mandato                                           | Elezione                                          |
| Nominativo                                           | Nominativo                                        | Partito                                           | Partito                                           | Partito                                           | Partito                                           | Inizio                                            | Fine                                              | Elezione                                          |
| ---------------------------------------------------- | ------------------------------------------------- | ------------------------------------------------- | ------------------------------------------------- | ------------------------------------------------- | ------------------------------------------------- | ------------------------------------------------- | ------------------------------------------------- | ------------------------------------------------- |
|                                                      | Leo Sorteni                                       |                                                   | Democrazia Cristiana                              | Democrazia Cristiana                              | Democrazia Cristiana                              | 1946                                              | 1951                                              | Elezione 1946                                     |
|                                                      | Carlo Zucca                                       |                                                   | Democrazia Cristiana                              | Democrazia Cristiana                              | Democrazia Cristiana                              | 1951                                              | 1956                                              | Elezione 1951                                     |
|                                                      | Alfredo Casiraghi                                 |                                                   | Democrazia Cristiana                              | Democrazia Cristiana                              | Democrazia Cristiana                              | 1956                                              | 1960                                              | Elezione 1956                                     |
|                                                      | Angelo Caimi                                      |                                                   | Democrazia Cristiana                              | Democrazia Cristiana                              | Democrazia Cristiana                              | 1960                                              | 1960                                              | Elezioni 1960                                     |
|                                                      | Giovanni Centemero                                |                                                   | Democrazia Cristiana                              | Democrazia Cristiana                              | Democrazia Cristiana                              | 1960                                              | 1965                                              | Elezioni 1960                                     |
|                                                      | Giacomo Nava                                      |                                                   | Democrazia Cristiana                              | Democrazia Cristiana                              | Democrazia Cristiana                              | 1965                                              | 1970                                              | Elezione 1964                                     |
|                                                      | Luigi Pavia                                       |                                                   | Democrazia Cristiana                              | Democrazia Cristiana                              | Democrazia Cristiana                              | 1970                                              | 1971                                              | Elezioni 1970                                     |
|                                                      | Pier Franco Bertazzini                            |                                                   | Democrazia Cristiana                              | Democrazia Cristiana                              | Democrazia Cristiana                              | 1971                                              | 1975                                              | Elezioni 1970                                     |
|                                                      | Dario Chiarino                                    |                                                   | Partito Repubblicano Italiano                     | Partito Repubblicano Italiano                     | Partito Repubblicano Italiano                     | 1975                                              | 1978                                              | Elezioni 1975                                     |
|                                                      | Luigi Fumagalli                                   |                                                   | Partito Socialista Italiano                       | Partito Socialista Italiano                       | Partito Socialista Italiano                       | 1978                                              | 1978                                              | Elezioni 1975                                     |
|                                                      | Alfio Licandro (Commissario prefettizio)          | –                                                 | –                                                 | –                                                 | –                                                 | 1978                                              | 1979                                              | –                                                 |
|                                                      | Emanuele Cirillo                                  |                                                   | Democrazia Cristiana                              | Democrazia Cristiana                              | Democrazia Cristiana                              | 1979                                              | 1983                                              | Elezione 1979                                     |
|                                                      | Elio Malvezzi                                     |                                                   | Democrazia Cristiana                              | Democrazia Cristiana                              | Democrazia Cristiana                              | 1983                                              | 1985                                              | Elezioni 1983                                     |
|                                                      | Rosa Panzeri                                      |                                                   | Democrazia Cristiana                              | Democrazia Cristiana                              | Democrazia Cristiana                              | 1986                                              | 1988                                              | Elezioni 1983                                     |
| 1988                                                 | Rosa Panzeri                                      | 1991                                              | Democrazia Cristiana                              | Democrazia Cristiana                              | Democrazia Cristiana                              | Elezioni 1988                                     |                                                   |                                                   |
|                                                      | Gian Mario Gatti                                  |                                                   | Democrazia Cristiana                              | Democrazia Cristiana                              | Democrazia Cristiana                              | Elezioni 1988                                     | 1991                                              | 1992                                              |
|                                                      | Bruno Ferrante (Commissario prefettizio)          | –                                                 | –                                                 | –                                                 | –                                                 | 1992                                              | 1993                                              | –                                                 |
|                                                      | Aldo Moltifiori                                   |                                                   | Lega Nord                                         | Lega Nord                                         | Lega Nord                                         | 1993                                              | 1995                                              | Elezioni 1992                                     |
|                                                      | Mario Marcante                                    |                                                   | Partito Popolare Italiano                         | Partito Popolare Italiano                         | Partito Popolare Italiano                         | 1995                                              | 1995                                              | Elezioni 1992                                     |
|                                                      | Marco Mariani                                     |                                                   | Lega Nord                                         | Lega Nord                                         | Lega Nord                                         | 21 dicembre 1995                                  | 30 novembre 1997                                  | Elezioni 1992                                     |
| Sindaci eletti direttamente dai cittadini (dal 1997) |                                                   |                                                   |                                                   |                                                   |                                                   |                                                   |                                                   |                                                   |
| Nominativo                                           | Nominativo                                        | Partito                                           | Partito                                           | Coalizione                                        | Coalizione                                        | Mandato                                           | Mandato                                           | Elezione                                          |
| Nominativo                                           | Nominativo                                        | Partito                                           | Partito                                           | Coalizione                                        | Coalizione                                        | Inizio                                            | Fine                                              | Elezione                                          |
|                                                      | Roberto Colombo                                   |                                                   | Indipendente e poi Forza Italia                   |                                                   | FI-AN-CCD-CDU                                     | 30 novembre 1997                                  | 26 maggio 2002                                    | Elezione 1997                                     |
|                                                      | Michele Faglia                                    |                                                   | Indipendente                                      |                                                   | DS-DL-PRC-IdV-L. civiche                          | 26 maggio 2002                                    | 29 maggio 2007                                    | Elezione 2002                                     |
|                                                      | Marco Mariani                                     |                                                   | Lega Nord                                         |                                                   | FI-LN-AN-UdC-L. civiche                           | 29 maggio 2007                                    | 21 maggio 2012                                    | Elezione 2007                                     |
|                                                      | Roberto Scanagatti                                |                                                   | Partito Democratico                               |                                                   | PD-IdV-SEL-L. civiche                             | 21 maggio 2012                                    | 26 giugno 2017                                    | Elezione 2012                                     |
|                                                      | Dario Allevi                                      |                                                   | Forza Italia                                      |                                                   | LN-FI-AP-FdI-L. civiche                           | 26 giugno 2017                                    | 28 giugno 2022                                    | Elezione 2017                                     |
|                                                      | Paolo Pilotto                                     |                                                   | Partito Democratico                               |                                                   | PD-Az-L. civiche                                  | 28 giugno 2022                                    | in carica                                         | Elezione 2022                                     |